# Eugnamptoplesius violaceipennis
Eugnamptoplesius violaceipennis is een keversoort uit de familie Rhynchitidae. De wetenschappelijke naam van de soort is voor het eerst geldig gepubliceerd in 1869 door Fairmaire & Germain.